# Деніел Леві
Деніел Філіп Леві (англ. Daniel Levy; нар. 8 лютого 1962) - британський бізнесмен, з 2001 року президент футбольної команди Прем'єр-ліги «Тоттенгем Готспур».

## Ранні роки
Деніел Леві народився в Ессексі в сім'ї єврейського походження. Його батько Баррі Леві був власником мережі магазинів роздрібної торгівлі Mr Byrite (зараз відома як Blue Inc). З дитинства він є вболівальником «Тоттенгема», вперше відвідав матч команди на «Вайт Гарт Лейн» проти «Квінз Парк Рейнджерс» у 1960-х. Навчався в Кембриджі, закінчив його в 1985 році за фахом економіста.

## Кар'єра
Деніел Леві створив бізнес-асоціацію з Джо Льюїсом і став учасником інвестиційного тресту ENIC International Ltd, який спеціалізувався на спорті (зокрема, футболі), розвагах та медіа. Його було призначено генеральним директором ENIC у 1995 р. Леві та його сім'я володіють 29,4% акціонерного капіталу ENIC, а Льюїс - 70,6%.

Леві став директором шотландського футбольного клубу «Рейнджерс», в якому ENIC мав значну частку до 2004 року.  ENIC володів й іншими європейськими футбольними клубами, зокрема АЕК, Славія Прага, ФК Базель та Віченца. У 2001 році став головою лондонського футбольного клубу «Тоттенгем Готспур».